# Йозеф Шнайдер (веслувальник)
Йозеф Шнайдер (1891 — травень 1966) — швейцарський академічний веслувальник.
Бронзовий призер Олімпійських Ігор 1924 року в одиночці.
Чемпіон Європи 1924, 1926 років в одиночці, срібний призер 1925 року в одиночці.